# Maison de Dohna
 (janvier 2025).
La maison de Dohna est une ancienne et illustre famille d'Allemagne.
Elle a produit un grand nombre de personnages distingués.

## Histoire
Elle tire son nom du château de Dohna, situé à quelques kilomètres au sud-est de Dresde. En 1156, le burgraviat de Dohna était un fief impérial donné à Heinrich de Rodewa par Frédéric Barberousse. Cet Heinrich est considéré comme l'ancêtre de la famille. Selon la légende la famille serait de originaire de la Gaule Tiennoise (Dauphiné), et fut transportée en Allemagne par Charlemagne (806), pour défendre les frontières de l'empire contre les Wendes.
Le burgraviat de Dohna existait depuis 1156 et rivalisa bientôt avec la Marche de Misnie voisine. Vers 1400, la Maison de Wettin qui y régnait réussit finalement à annexer le burgraviat et à en expulser la famille.
Néanmoins, depuis lors le titre de burgrave est héréditaire dans cette maison jusqu'à ce jour. Les membres de la famille détiennent les titres comtes et burgraves de Dohna.
Après avoir été expulsée de leur burgraviat, la famille a émigré par la Bohême, où elle a construit le château de Grabstejn, jusqu'en Silésie, où une lignée est restée jusqu'en 1711, une branche a atteint la Lusace (jusqu'en 1600 environ) et une lignée est allée en Prusse-Orientale vers 1500 et y joua un rôle de premier plan. La branche Schlobitten a été élevée au rang prussien héréditaire de prince (« Fürst ») le 1er janvier 1900. La famille y séjourna dans de nombreux domaines jusqu'à leur expulsion en 1945.

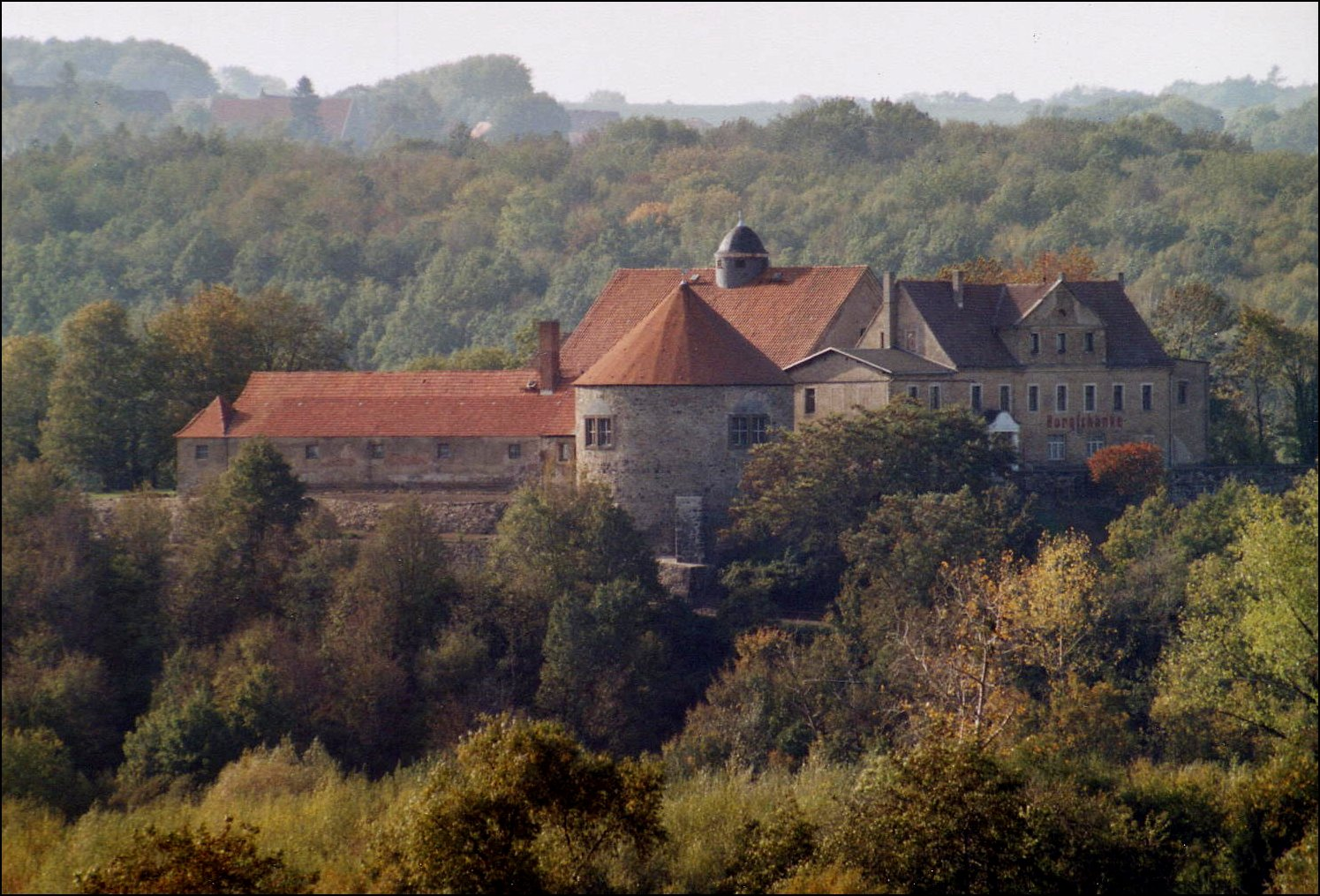
Le château de Dohna en Saxe
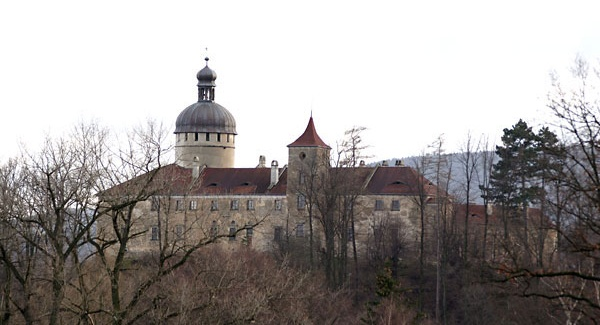
Le château de Grabstejn en Bohême
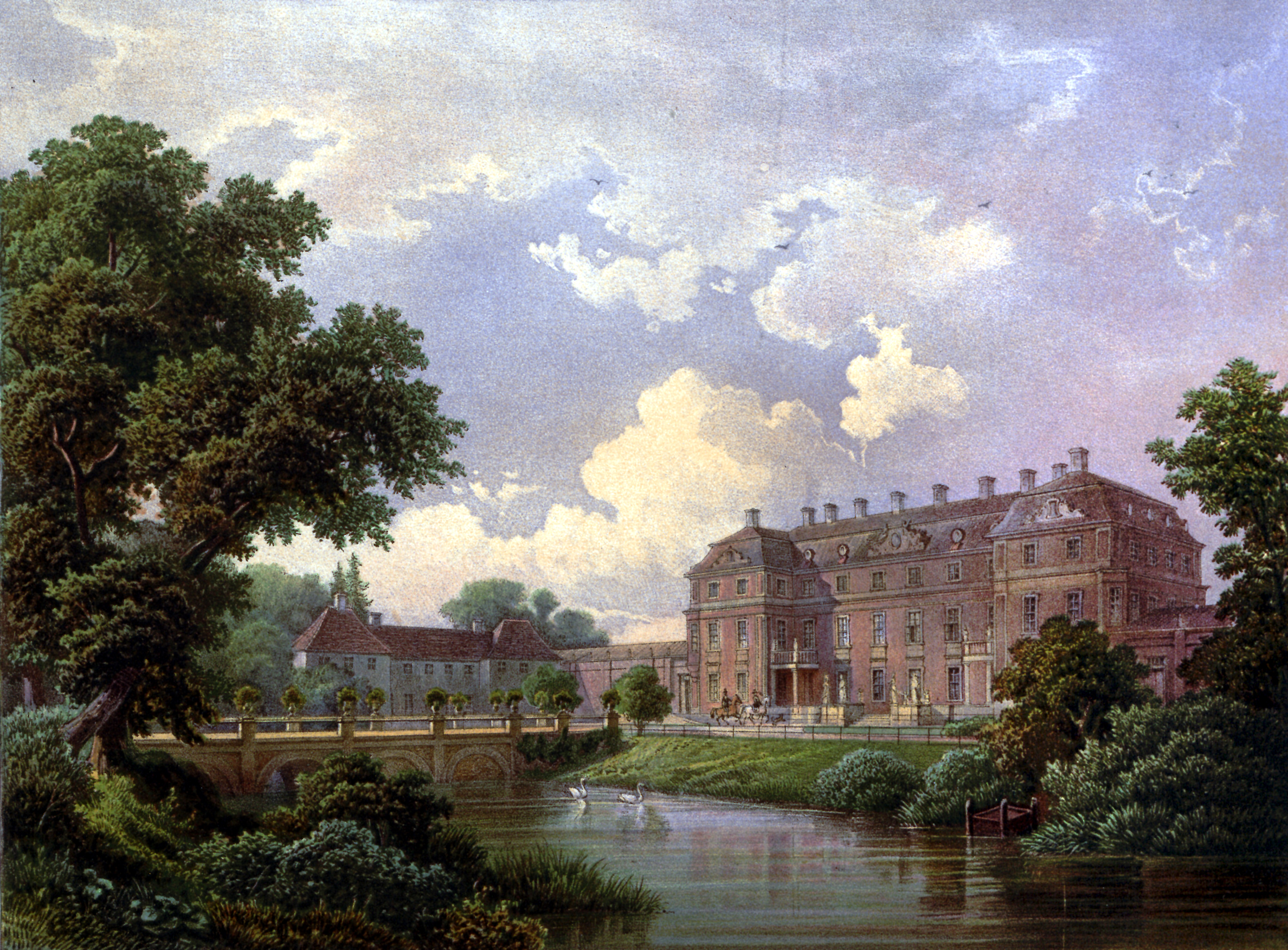
Le château de Schlobitten en Prusse orientale
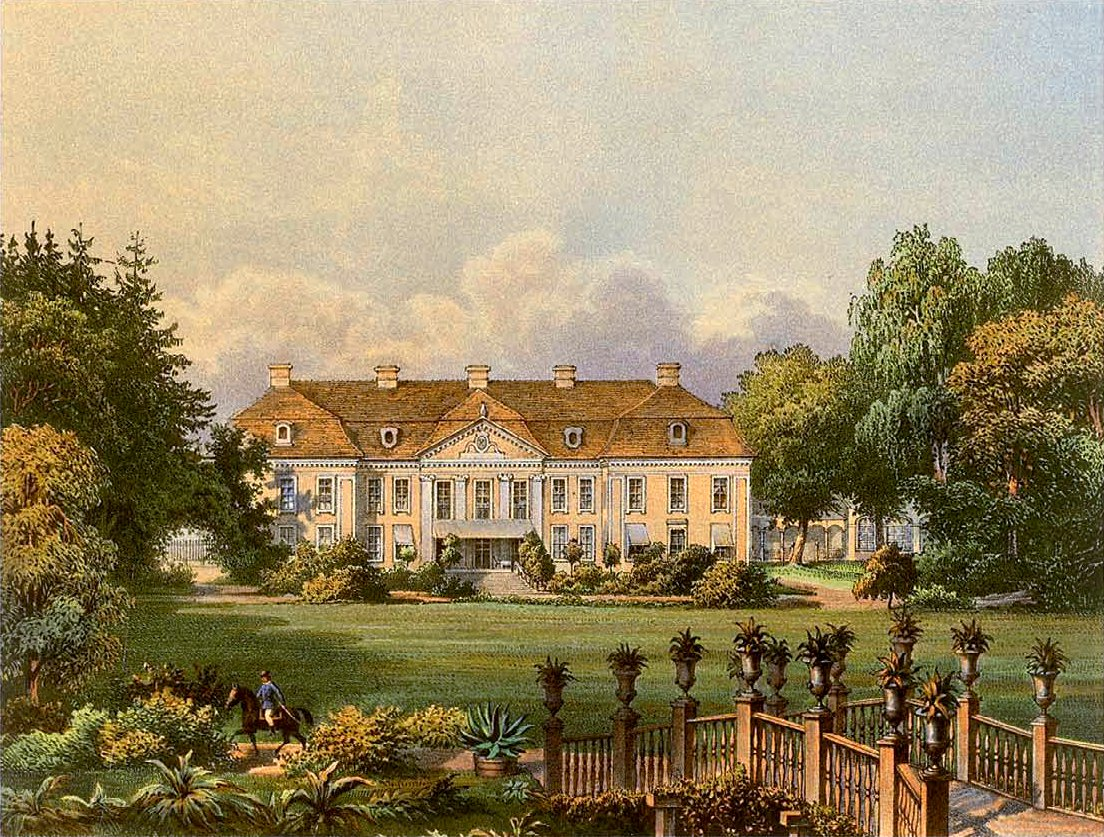
Le château de Schlodien en Prusse orientale

## Armes

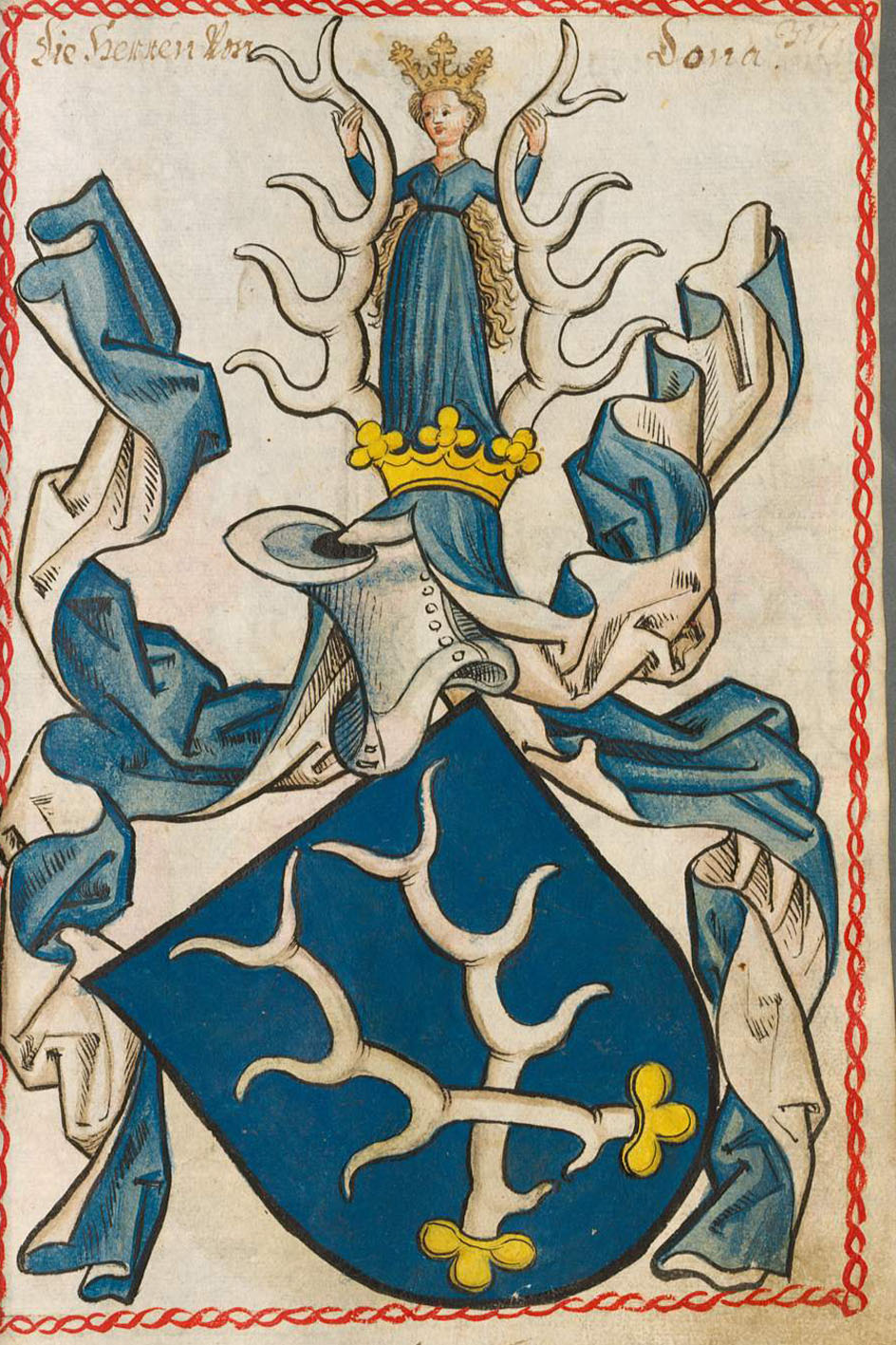
Armoiries de la Maison de Dohna

## Personnalités
- Bedrich de Donin (1574–1634), écrivain
- Frédéric de Dohna (1621–1688), gouverneur de la principauté d'Orange
- Christian Albrecht von Dohna (1621-1677), conseiller brandebourgeois, gouverneur de la principauté d'Halberstadt et dans les Marches, général de division.
- Friedrich Christoph von Dohna (de) (1664–1727), général prussien[1]
- Christophe Ier de Dohna-Schlodien (1665–1733), général prussien
- Wilhelm Alexander von Dohna-Schlodien (de) (1695–1749), général prussien
- Friedrich Ludwig zu Dohna-Carwinden (de) (1697/94–1749), général prussien
- Christophe II de Dohna-Schlodien (1702–1762), général prussien
- August von Dohna-Lauck (1728–1796), général prussien
- Friedrich Ferdinand Alexander zu Dohna-Schlobitten (1771–1831), ministre prussien
- Friedrich zu Dohna-Schlobitten (1784–1859), général prussien
- Heinrich zu Dohna-Wundlacken (1777–1843), président du district de Köslin (1818–1831) et du district de Königsberg (1835–1843)[2]
- Alexander Fabian zu Dohna-Schlobitten (1781-1850), militaire prussien
- Friedrich zu Dohna-Schlobitten (1784–1859), général prussien
- Carl Friedrich zu Dohna-Lauck (de) (1799–1873), membre de la chambre des seigneurs de Prusse[3]
- Fabian zu Dohna-Schlodien (de) (1802–1871), administrateur de l'arrondissement de Sagan[4]
- Otto zu Dohna-Reichertswalde (de) (1802–1875), membre de la chambre des seigneurs de Prusse
- Ludwig Wilhelm zu Dohna-Lauck (1805–1895), membre du parlement de Francfort
- Emil zu Dohna-Schlodien (1805–1877), général prussien[5]
- Richard Friedrich zu Dohna-Schlobitten (de) (1807–1894), membre de la chambre des seigneurs de Prusse
- Alfred zu Dohna-Mallmitz (de) (1809–1859), membre de la chambre des seigneurs de Prusse
- Hermann zu Dohna-Kotzenau (de) (1809–1872), député du Reichstag
- Theobald zu Dohna (de) (1811–1875), général prussien
- Carl Ludwig zu Dohna-Schlodien (1814–1890), maréchal prussien[6]
- Adalbert zu Dohna (1816–1889), général prussien
- Siegmar zu Dohna-Schlobitten (1818–1909), général prussien[7]
- Hannibal zu Dohna-Schlodien (1838–1914), général prussien
- Richard zu Dohna-Schlobitten (1843–1916), député du Reichstag
- Adolf zu Dohna-Schlodien (1846–1905), député du Reichstag
- Alfred zu Dohna-Schlobitten (1852–1929), général prussien[8]
- Carl zu Dohna-Schlobitten (de) (1857–1942), administrateur de l'arrondissement de Braunsberg
- Richard Emil zu Dohna-Schlobitten (de) (1872–1918), membre de la chambre des seigneurs de Prusse
- Friedrich Ludwig zu Dohna-Lauck (de) (1873–1924), membre de la chambre des seigneurs de Prusse
- Alexander zu Dohna-Schlodien (de) (1876–1944), député du Reichstag
- Nikolaus zu Dohna-Schlodien (1879–1956), officier de marine, commandant du Möwe
- Heinrich zu Dohna-Schlobitten (1882–1944), général allemand
- Alexander zu Dohna-Schlobitten, officier et auteur allemand

## Filiation
- Stanislaus von Dohna (1433-1504)
  - Peter de Dohna (*1483)
    - Achatius de Dohna (1533-1619)
      - Fabien II de Dohna (1577-1631)
      - Achatius II de Dohna (1581-1647)
        - Frédéric de Dohna (1619-1688)
        - Fabien III de Dohna (1617-1668)

      - Christophe de Dohna (de) (1583-1637)
        - Frédéric de Dohna (1621-1688)
          - Alexander zu Dohna-Schlobitten (1661-1728)
            - Alexandre Émile zu Dohna-Schlobitten (1704-1745)
              - Frédéric Alexander zu Dohna-Schlobitten, burgrave et comte de Dohna (1741-1810)
                - Friedrich Ferdinand Alexander zu Dohna-Schlobitten, burgrave et comte de Dohna (1771-1831)
                - Louis zu Dohna-Schlobitten (1776-1814)
                - Friedrich zu Dohna-Schlobitten (1784-1859)
                  - Heinrich zu Dohna-Schlobitten (1882-1944), comte de Dohna, général résistant à Hitler

          - Christophe Ier de Dohna-Schlodien (1665-1733)
            - Christophe II de Dohna-Schlodien (1702-1762)
              - Nikolaus zu Dohna-Schlodien (1879-1956), officier de marine

        - Christophe Delphicus de Dohna (de) (1628-1668)

    - Fabien Ier de Dohna (1550-1622)